# Cânion
Desfiladeiro, ribanceira, riba, cânion (português brasileiro) ou desfiladeiro, estreito, garganta, canhão (português europeu) é uma profunda ravina formada entre escarpas ou falésias e é a paisagem mais frequentemente esculpida pela atividade erosiva de um rio em escalas de tempo geológicas, em particular em regiões onde as camadas de rochas mais macias são intercaladas por camadas mais duras e mais resistentes às intempéries.

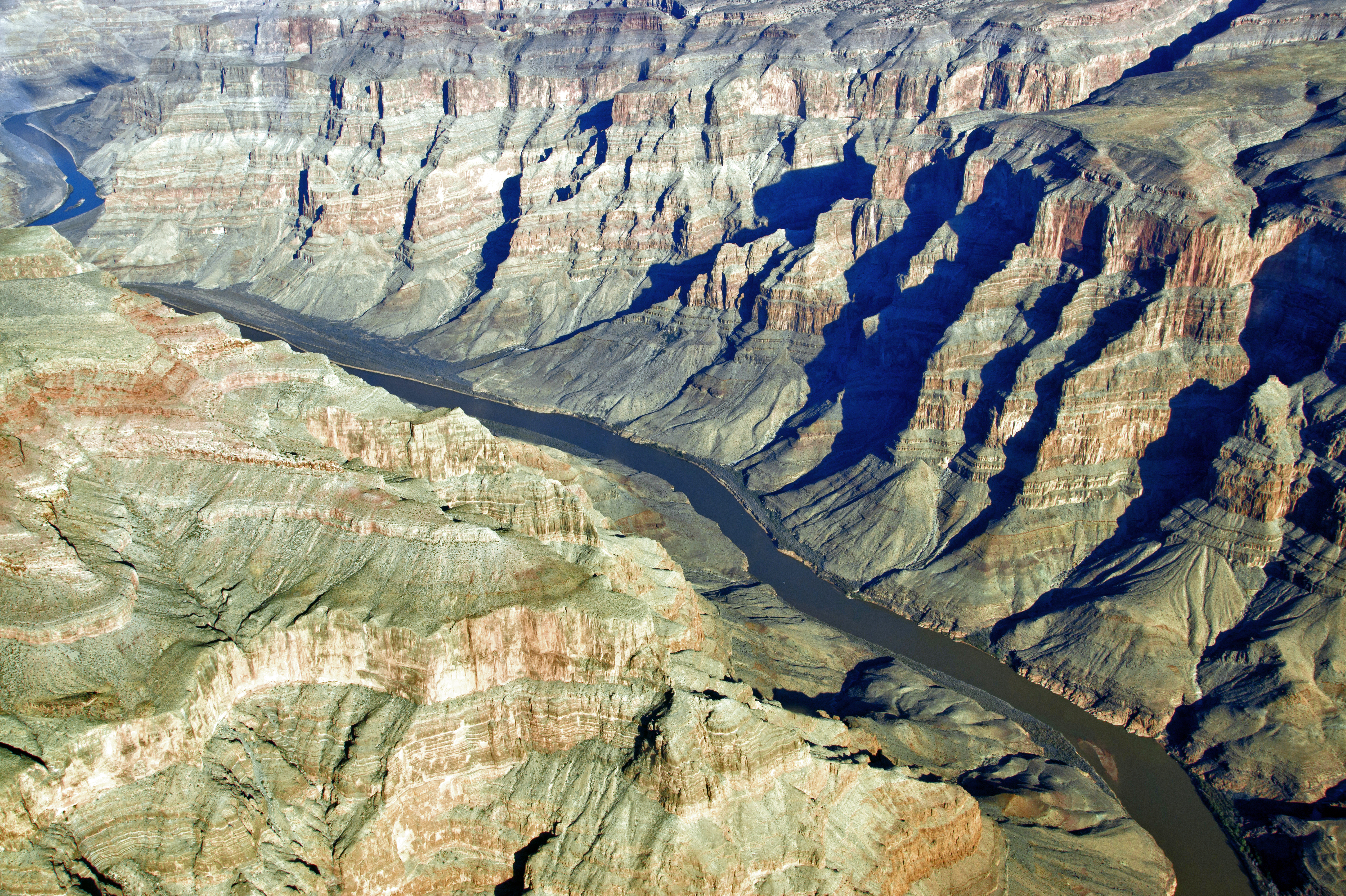
Grand Canyon, Arizona, Estados Unidos.

O termo abrange também fendas entre dois picos de montanhas, como em cordilheiras como as Montanhas Rochosas, os Alpes, o Himalaia ou os Andes. Normalmente, um rio ou córrego e a erosão esculpem essas divisões entre as montanhas. Alguns exemplos de cânions são o Grand Canyon (Estados Unidos), o Itaimbezinho (Brasil), o Colca (Peru) e Nazaré (Portugal).
Se não todos, a maior parte dos canhões originam-se por um longo e lento processo de erosão fluvial e eólica chamado voçoroca. Diferentes camadas rochosas pouco consolidadas a partir de um planalto são erodidas por um curso de água, criando uma vala. As paredes formam-se quando camadas de rochas resistentes à ação são encontradas, de modo que a água continua escavando um vale para baixo, não afetando a rocha dura. Nas rochas calcárias, estes podem adquirir o nome de canhão fluvio-cársico.